# Strigea falconis
Strigea falconis är en plattmaskart. Strigea falconis ingår i släktet Strigea och familjen Strigeidae. Inga underarter finns listade i Catalogue of Life.